# Viktorija Loba
Viktorija Loba (Taganrog, 17 de octubre de 1988), también conocida como Victoria Loba, es una cantante macedonia-rusa.

## Biografía y carrera musical
Viktorija Loba nació en la ciudad de Taganrog. Cuando tenía ocho años, Loba y su familia rusa se mudaron de Rusia a Macedonia del Norte. Está presente en la escena musical y en las estaciones de televisión de Macedonia del Norte desde muy temprana edad. Cuando tenía 15 años, Loba representó a Macedonia del Norte en el Festival de la Canción de Eurovisión Junior 2003, en Copenhague, Dinamarca, junto con Marija Arsovska, con la canción Ti ne me poznavaš (No me conoces), quedando en el puesto 12.
De 2008 a 2010, Loba fue cantante principal y vocalista principal del grupo macedonio "Tumbao Salsa Band", que interpretaba música brasileña, portuguesa y cubana.
En 2011, en el Ohrid Fest, ganó el segundo premio en la noche pop y el tercer premio en la noche internacional, con la canción "Nine things" ("Devet raboti").
En 2013, con su exitoso sencillo "Summer Love", ascendió al primer puesto de la lista europea de jóvenes talentos de Holanda, Spinnin' Records, y permaneció en esa posición durante mucho tiempo. En 2014, en el festival internacional de Macedonia "Makfest", Loba ganó el premio a la mejor interpretación con la canción "Samo moj".
Intentó representar a Macedonia en la final nacional del Festival de la Canción de Eurovisión 2015, Skopje Fest 2014, con su canción Edna edinstvena, que quedó en séptimo lugar, a pesar de ser una de las favoritas del público para ganar. Daniel Kajmakoski se convirtió en el representante de Macedonia del Norte para la edición de 2015.